# EUROTYP
EUROTYP (Typologie der Sprachen Europas) war ein Verbund von Forschungsprojekten (1990–1994), das von der Europäischen Wissenschaftsstiftung gefördert wurde und das einen maßgeblichen Beitrag zur Belebung der Sprachtypologie in Europa und weltweit hatte. Projektdirektor war Ekkehard König an der Freien Universität Berlin. Das Projekt war ein wichtiger Beitrag zur Eurolinguistik.

## Typologie europäischer Sprachen
Die Sprachtypologie vergleicht die grammatischen und lexikalischen Sprachstrukturen aus einer nicht primär historischen Perspektive. Während die historische Entwicklung der europäischen Sprachen (vor allem als Teil von Sprachfamilien wie Indo-Europäisch und Uralisch) seit dem 19. Jahrhundert gut erforscht ist, bekam der synchrone Strukturvergleich erst seit den Arbeiten von Joseph Greenberg in den 1960er und 1970er Jahren mehr Aufmerksamkeit. Für viele Bereiche der Sprachwissenschaft gab der nichthistorische Vergleich neue Impulse. Darüber hinaus wurde auch der Vergleich von zwei Sprachen innerhalb der kontrastiven Linguistik für die praktische Anwendung im Fremdspracherwerb immer relevanter.

## Europäischer Sprachbund
Eines der Ergebnisse des Projektverbunds war die Erkenntnis, dass eine ganze Reihe von Strukturmerkmalen eine klar geografische Verteilung zeigen, die zum Teil quer zu den Sprachfamilien liegt. Diese Parallelen wurde seit den 1990er Jahren als „europäischer Sprachbund“ bezeichnet, in Anlehnung an die Sprachbund-Diskussionen zu den Balkansprachen seit den 1930er Jahren.

## Entwicklung der Sprachtypologie
Durch den Projektverbund wurde das Prestige und die institutionelle Verankerung der Sprachtypologie in der Wissenschaft deutlich gestärkt. Aus den neuen Verbindungen unter den europäischen Linguisten ging im Jahr 1995 die Association for Linguistic Typology (ALT) hervor. Die Initiative hatte Frans Plank ergriffen, einer der EUROTYP-Projektgruppenleiter, und der erste Sekretär der ALT war Johan van der Auwera, ebenfalls ein Projektgruppenleiter. Einige Jahre später erschien das erste Handbuch der Sprachtypologie, mitherausgegeben von EUROTYP-Direktor Ekkehard König und Martin Haspelmath (Assistent des Direktors). Auch der Weltatlas der Sprachstrukturen, der seit 2005 die geografische Verteilung sprachlicher Strukturmerkmale in weltweiter Perspektive bekannt machte, war letztlich eine Fortentwicklung der makrogeografischen Forschungen im Rahmen von EUROTYP.

## Themengruppen von EUROTYP
- Pragmatic organization of discourse (geleitet von Giuliano Bernini; Bernini & Schwartz (ed.) 2006)
- Constituent order (geleitet von Anna Siewierska; Siewierska (ed.) 1998)
- Complementation and subordination (geleitet von Nigel Vincent)
- Actance et valence (geleitet von Gilbert Lazard und Jack Feuillet; Feuillet (ed.) 1998)
- Adverbial constructions (geleitet von Johan van der Auwera; van der Auwera & Ó Baoill (eds.) 1998)
- Tense and aspect (geleitet von Östen Dahl; Dahl (ed.) 2000)
- Noun phrase structure (geleitet von Frans Plank; Plank (ed.) 2003)
- Clitics (geleitet von Henk van Riemsdijk; van Riemsdijk (ed.) 1999)
- Word prosody (geleitet von Harry van der Hulst; van der Hulst (ed.) 1999)